# Oratorio di San Bartolomeo dei Pizzicagnoli
L'oratorio di San Bartolomeo dei Pizzicagnoli era un edificio religioso di Firenze, situato in via dell'Alloro 3.

## Storia e descrizione
La vita dell'oratorio è strettamente legata a quella della Compagnia di San Bartolomeo dei Pizzicagnoli, di cui fu la sede dalla sua istituzione (1509), alla soppressione nel corso del XIX secolo. 
L'oratoprio era stato costruito su alcune case comprate dai Carnesecchi. Doveva trattarsi di una struttura modesta, se nella pianta del Buonsignori non lo si distingue tra case vicine. Le modifiche più importanti dovettero aver luogo solo nel Settecento, quando nel 1709 fu affrescato con una volta illusionisticamente sfondata con l'Assunzione di Maria e lunette con le Storie di san Bartolomeo da Giovanni Filippo Giarrè. Nel 1772 è documentata la sopraelevazione di un piano per la sede della Compagnia, che tuttavia sarà da lì a poco soppressa (1785) e sebbene ripristinata nel 1790 non se ne hanno altre notizie, per cui è ipotizzabile che si sia poi estinta per il graduale assottigliamento dei confratelli, fino all'estinzione che, come succede per molte confraternite fiorentine, non fu tuttavia mai sciolta con un atto ufficiale. 
L'oratorio doveva essere in un grave stato di abbandono se nel 1931 venne di fatto trasformato in un cinema, con il nome di Cinema “Educativo Morale”, gestito dai Padri di Santa Maria Maggiore. La sala cambiò poi nome alcune volte: Cinema Dante, poi, nel dopoguerra, Cinema Mignon e infine Astra 1. Nel 1962 la società Astra Cerretani viene autorizzata a demolire e ricostruire integralmente la sala, cosa che, dopo alcuni tentennamenti burocratici, ebbe luogo nel 1982, con la realizzazione del nuovo cinema Astra, oggi trasformato in centro conmgressi e chiamato Auditorium al Duomo.
Nel 1977, sul repertorio Bargellini Guarnieri, si ricorda come al n. 3 esistesse ancora il portale dell'antico oratorio con un busto del santo e uno stemma della Compagnia dei Pizzicagnoli coi coltelli incrociati. Oggi appaiono scomparse tutte le tracce dell'antica struttura, e sul luogo si rileva solo la presenza sulla strada di un altro stemma, composto da un albero con un orso levato.